# Birgit Berg-Block

„Schneewittchen“ 1996

O.T. 1998

Birgit Berg-Block (* 1942 in Wiesbaden) ist eine deutsche Künstlerin, die sich mit ihren Arbeiten in der Tradition von Dada, Surrealismus und Arte Povera bewegt.

## Leben und Werk
Von 1961 bis 1964 studierte Berg-Block an der Werkkunstschule Wiesbaden, Abteilung Graphik, dann von 1962 bis 1964 Lithographie und Malerei bei Edgar Ehses. In diese Jahre fällt auch ihre Beschäftigung mit fernöstlicher Kunst. Beeinflusst durch die Miniaturen Edgar Ehses entstanden kleinformatige informelle Bilder, Gouachen und Collagen. 1964 bis 1966 folgte dann ein Studium der freien Malerei an der Städelschule in Frankfurt am Main.
In den 1980er und 1990er Jahren entstanden ihre ersten Objekte und Objektkästen. Die Arbeit mit unterschiedlichsten Materialien und in andere Zusammenhänge gestellte Gegenstände bezieht gesteuerte Zufälle und Objet trouvé in den Gestaltungsprozess ein.
Irritation und atmosphärische Verdichtung von Gefühlen münden in märchenhaften und mythischen Geschichten. Die Auseinandersetzung mit Leben, Krankheit und Tod, die Infragestellung gesellschaftlicher Normen und Gesetze, sowie das Abtauchen in surrealistische und absurde Welten sind bis heute ihr Spielfeld. Beeinflusst durch den Tod ihrer Großmutter entstand 2003 die Installation „Übergänge“ in der Christuskirche in Mainz – eine Auseinandersetzung mit Tod, Vergänglichkeit und neuem Leben.
Birgit Berg-Block lebt und arbeitet in Wiesbaden.

## Ausstellungen

### Einzelausstellungen
- 1974: Galerie B. Voigt, Nürnberg
- 1975: Bilder und Gouachen, Max-Planck-Institut, Göttingen, Nikolausberg am Fassberg
- 1979: Villa Clementine, Wiesbaden
- 1986: Werkkunstschule, Wiesbaden
- 1988: IFAGE Filmhaus, Wiesbaden
- 1994: Galerie im Draier-Verlag, Frankfurt/Main
- 1996: Zeche Zollverein, Essen
- 1999: One Woman Show-Förderkoje der Kunst Zürich 99
- 2002: Kunsthaus Wiesbaden
- 2003: Installation „Übergänge“ in der Christuskirche Mainz
- 2006: Kunsthaus Potsdam
- 2008: Sammlung Rother, Berlin, Rahmenprogramm „Art Forum“ Berlin

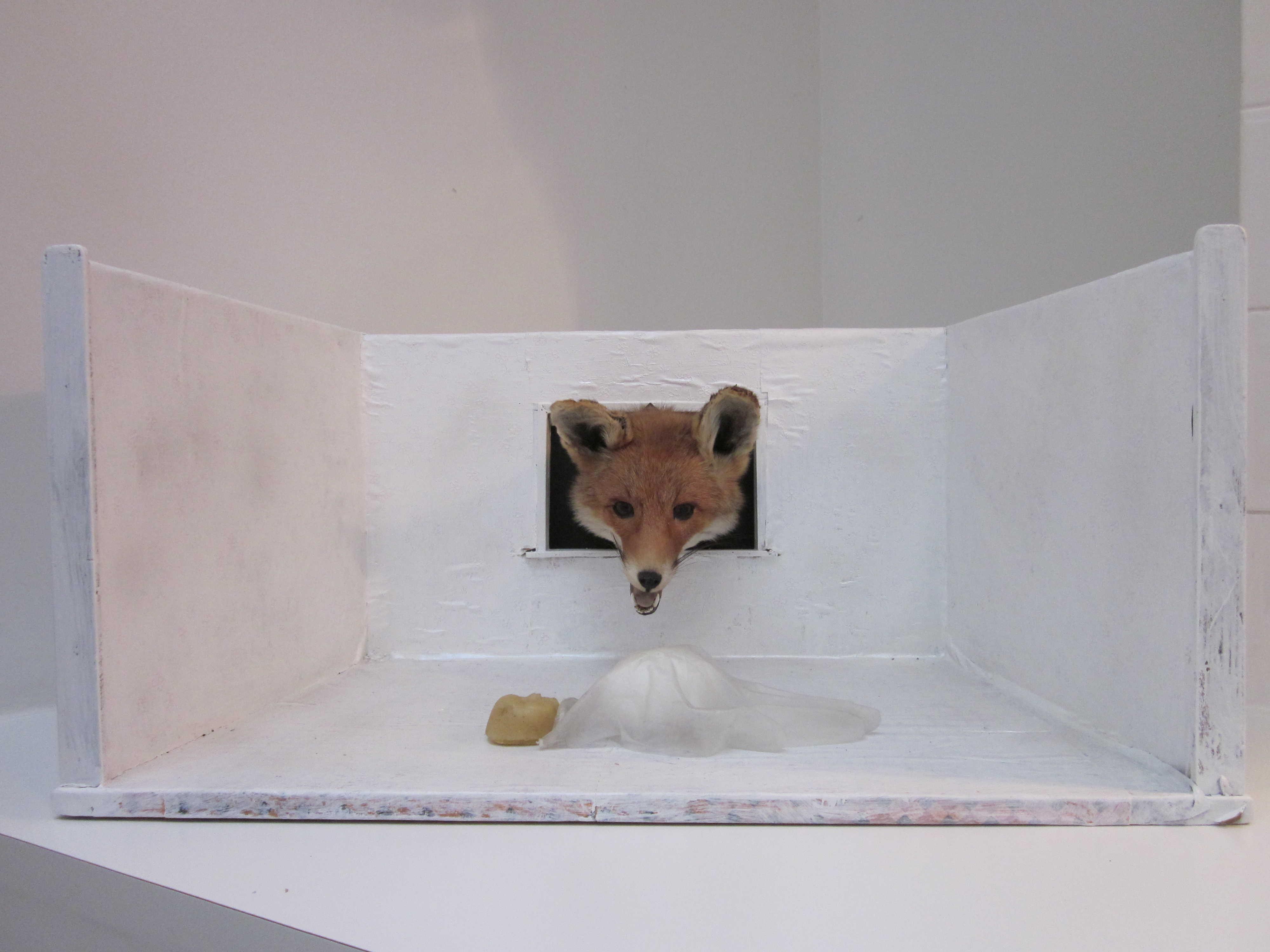
„Traumpaar“ 2010 -Objektkasten

Installation „Übergänge“ Christuskirche Mainz 2003

### Gruppenausstellungen
- 1974: Hessischer Rundfunk Frankfurt/Main, Marielies-Hess-Stiftung
- 1974/75: Haus der Kunst, München
- 1979: Darmstädter Sezession, Darmstadt
- 1980: Wiesbadener Künstler aus 3 Generationen, Klagenfurt, Initiative des BKK
- 1982: Nassauischer Kunstverein, Wiesbaden
- 1986: „Krankheit und Tod“, ehemalige Nerotalklinik, Wiesbaden
- 1988: Kommunale Galerie San Sebastian, Initiative des BKK
- 2009: Kunstsammlung Rosteck, Hochheim
- 2009: „Kunst-Buch-Raum“, Potsdam
- 2009: Kunstsammlung Rosteck, Hochheim
- 2011: „Fläche-Raum“ Galerie Kunstraum Frankfurt/Main
- 2011: „Fläche-Raum“ Galerie Trinkkur, Bad Nauheim
- 2011: „Geld“ Galerie Trinkkur, Bad Nauheim
- 2011: 25 Jahre Kunstverein Bellevue-Saal, Wiesbaden

### Kataloge
- Katalog: Krankheit und Tod – Künstler arbeiten in den Krankenzimmern der ehemaligen Nerotal-Klinik, 24. Mai – 15. Juni 1986, BBK
- Katalog: Birgit Berg-Block  Objekte  25. Juli – 18. August 1994, Galerie Berndt Kunsthandel

### Medienberichte
- „Räumliche Ordnungen“ Wiesbadener Kurier 22. Juni 1979
- „Raum- elementar und metaphysisch“ Wiesbadener Tagblatt 27. Juni 1979
- Werk-Prozess-Position im Nassauischen Kunstverein 15.–29. August 1982
- "Menschen und Mumien zwischen Vernichtung und Zerfall – Workshop „Krankheit und Tod in der ehemaligen Nerotal-Klinik“ Wiesbadener Kurier 28./29. Mai 1986
- „Visionen vom Dasein im Grenzbereich“ Feuilleton des Wiesbadener Tagblatt 31. Mai/1. Juni 1986
- „Schock und Phantasie“ Wiesbadener Kurier 10. Oktober 1986
- „Tote Köpfe-Kopfgeburten“ Birgit Berg-Block/Eberhard Riedel, Wiesbadener Kurier 30. März 1988
- „Symbolik mit Variationen“ Ausstellung bei Ifage, Wiesbadener Tagblatt 19./20. März 1988
- „Kunst in der Ifage“ Wiesbaden International 4/88
- „Würdeformeln und Kinderchiffren“ Köln-Sommerausstellung in den Galerien, Handelsblatt Düsseldorf Nr. 150, 5./6. August 1994
- „Gummi und Plüsch“ Kölnische Rundschau 3. August 1994
- Kölner Stadtanzeiger 5. August 1994
- Der Tagesspiegel, Stadtspiegel 7, Seite 142 9/94
- „Auf dem Dachboden der Erinnerung“ Rhein-Main-Presse, Wiesbadener Tagblatt 30. Juni 1999
- „Gegenwärtig ist Zürich Kunstmekka“, SonntagsBlick 21. November 1999, Interview mit Birgit Berg-Block – Hintergrund liegt im Unterbewussten
- „Zürich im Kunstrausch“ Special Kunstmark Handelszeitung Nr. 47, Seite 73, 24. November 1999
- „Lachen, Grauen, Fragen“ Birgit Berg-Blocks bizarre Objekte im Kunsthaus Wiesbaden, Wiesbadener Kurier, 21. September 2002
- „Bilder vom Kommen und Gehen“ – Evangelische Kirchenzeitung Nr. 45, 9. November 2003, Seite 19
- Bericht von Stefanie Adam anlässlich der Installation „Übergänge“ in der Christuskirche, MRZ, 13. November 2003
- „Aus gefundenen Stücken“ Potsdamer Neueste Nachrichten (PNN) vom 2. August 2006
- „Es begann in der Klinik“ Frankfurter Rundschau 5. August 2011